# Lećevica
Lećevica (olaszul: Lechievizza) falu és község Horvátországban Split-Dalmácia megyében.

## Fekvése
Splittől légvonalban 16, közúton 35 km-re északnyugatra, Trogirtól légvonalban 16, közúton 30 km-re északkeletre, Dalmácia középső részén, a spliti Zagorán, a Ljubeć déli lejtőin fekszik.

## A község települései
Közigazgatásilag Divojevići, Kladnjice és Radošić települések tartoznak hozzá.

## Története
A község területe már az ókorban lakott volt, erről tanúskodnak az itt talált várnyomok és halomsírok maradványai. Ilyen ősi vár állt többek között a Gradina nevű magaslaton Kladnjice és Čvrljevo között, mintegy ezer méterre Božić Donjitól délre. Tőle délre találhatók a dalmáciai Zagora területének legnagyobb halomsírjai. Átlagos magasságuk 2,5 méter, átmérőjük felül 12 méter, alul pedig a 20 métert is elérte. Vár állt Divojevići határában is. Itt a halomsírok mellett ókori sírkövek is előkerültek. Nisko településrészt négy ősi várrom veszi körül. Galićitól 500 méterre északra a 484 méteres Kulina nevű magaslaton pedig nagy valószínűséggel illír erődített település állt. Lećevica korai történetéről nem sokat tudunk. A mai település akkor keletkezett, amikor a 17. században a sinji ferences atyák Boszniából és Hercegovinából katolikusokat telepítettek be. Plébániájuk első székhelye Korušcén volt. Lećevica 1757-től lett plébánia székhelye, amikor felépült a Szent Márton plébániatemplom. Ennek az első templomnak az alapfalai ma a temetőben láthatók. Szolgálatát kezdettől fogva a sinji ferencesek látták el. 1797-ben a Velencei Köztársaság megszűnésével a település a Habsburg Birodalom része lett. 1806-ban Napóleon csapatai foglalták el és 1813-ig francia uralom alatt állt. 1830-ban megszűnt a trogiri püspökség és a plébánia a šibeniki püspökség fennhatósága alá került. Napóleon bukása után ismét Habsburg uralom következett, mely az I. világháború végéig tartott. 1857-ben 269, 1910-ben 339 lakosa volt. 1866-ban felépítették a mai plébániatemplomot. A plébániához Lećevica, Korušce és Vučevica falvak tartoztak. Az I. világháború után rövid ideig az Olasz Királyság, ezután a Szerb-Horvát-Szlovén Királyság, majd Jugoszlávia része lett. A II. világháború idején olasz csapatok szállták meg. Lakossága 2011-ben 218 fő volt, akik főként mezőgazdaságból és állattartásból éltek.

## Lakosság
| Lakosság változása | Lakosság változása | Lakosság változása | Lakosság változása | Lakosság változása | Lakosság változása | Lakosság változása | Lakosság változása | Lakosság változása | Lakosság változása | Lakosság változása | Lakosság változása | Lakosság változása | Lakosság változása | Lakosság változása | Lakosság változása |
| ------------------ | ------------------ | ------------------ | ------------------ | ------------------ | ------------------ | ------------------ | ------------------ | ------------------ | ------------------ | ------------------ | ------------------ | ------------------ | ------------------ | ------------------ | ------------------ |
| 1857               | 1869               | 1880               | 1890               | 1900               | 1910               | 1921               | 1931               | 1948               | 1953               | 1961               | 1971               | 1981               | 1991               | 2001               | 2011               |
| 637                | 725                | 785                | 885                | 933                | 1.047              | 967                | 947                | 772                | 828                | 733                | 604                | 485                | 361                | 252                | 218                |

## Nevezetességei
- Szent Márton tiszteletére szentelt plébániatemploma 1866-ban épült. Később többször bővítették. 1989 és 1996 között megújították. Egyhajós, négyszög alaprajzú épület sokszögzáródású apszissal. A homlokzat feletti harangtoronyban két harang található. Az apszisban áll a nagyméretű, márvány oltár Szent Márton képével. A diadalívnél a falfülkékben a Szűzanya és Szent József szobrai láthatók. A templom körül temető van, melyet 1996-ban kőkerítéssel vettek körül.[3]
- A régi Szent Márton plébániatemplom 1757-ben épült harangtoronnyal. Szent Mártont ábrázoló oltárképe már a 18. században megsérült. Az új templom felépülésekor bontották le, alapfalai a temetőben láthatók. A sírok között egy római sírkőlap is található, melyet egy 18 éves lánynak állítottak.[3]